# ريتشارد فولتون
ريتشارد فولتون (بالإنجليزية: Richard H. Fulton)‏ هو سياسي أمريكي، ولد في 27 يناير 1927 في ناشفيل في الولايات المتحدة، وتوفي في 28 نوفمبر 2018. حزبياً، نشط في الحزب الديمقراطي. وقد انتخب عضو مجلس ولاية تينيسي وانتخب عضو مجلس النواب الأمريكي.